# 永塚拓馬
永塚 拓馬（ながつか たくま、1991年10月4日 - ）は、日本の男性声優、歌手。神奈川県出身。アイムエンタープライズ所属。

## 来歴
中学校の文化祭をきっかけに演劇を志し、演劇部の強豪校 で高校生活を過ごす。しかしその後は市役所で公務員として働いていた。「これが大人になることなんだ」と言い聞かせながらも演技への思いを消せず、休日に劇団に所属していた。その後日本ナレーション演技研究所に入所し、学内オーディションに合格して事務所所属を決め、公務員を退職した。
母親に仕事を辞めたと伝えたときには顔面蒼白で震えながら腕をつかんできたという。そんな母親もアイドルマスターSideMのライブ「THE IDOLM@STER SideM 1st STAGE〜ST@RTING!〜」を観て「すごく感動した。もう死んでも良いと思うくらい良かった」と言ってくれたとのこと。

## 人物
アイドル好きで、ハロープロジェクト、坂道シリーズ、スターダストプロモーション所属のアイドルやフェアリーズ、BABYMETALなどが好き。
大の紅茶好きでもあり、紅茶の知識が豊富である。「永塚拓馬のココだけ！」番組内ではオリジナルブレンド紅茶「WONDERLAND」を作成した。本人御用達の店である、横浜・元町 紅茶専門店ラ・テイエール協力のもと完成させた紅茶である。
その他の趣味・スポーツはランニング、歌唱、特技にオカリナ、逆立ちを挙げている。
資格は普通自動車免許。

## 出演
太字はメインキャラクター。

### テレビアニメ
2014年
- クロスアンジュ 天使と竜の輪舞（映画俳優）
- 四月は君の嘘（サッカー部員）
- 人生相談テレビアニメーション「人生」（男子）
- 七つの大罪（村人A）
- 幕末Rock（久坂玄瑞）
- 魔法科高校の劣等生（中野新、男子生徒）

2015年
- 終わりのセラフ（ラクス・ウェルト、警備兵） - 2シリーズ
- 機動戦士ガンダム 鉄血のオルフェンズ（少年兵）
- 食戟のソーマ（男子生徒B）
- スタミュ（2015年 - 2019年、生徒） - 2シリーズ
- ローリング☆ガールズ（のぼる、愛知テンムス団員、三重民、男、団員）

2016年
- アイドルメモリーズ（森拓海）
- ALL OUT!!（2016年 - 2017年、貴船公）
- クラシカロイド（男子、男子学生）
- GATE 自衛隊 彼の地にて、斯く戦えり（ノッコ）
- 斉木楠雄のΨ難（2016年 - 2018年、生徒A、男性A、男子生徒） - 2シリーズ
- 少年アシベ GO! GO! ゴマちゃん（秋雄、早乙女）
- タブー・タトゥー（ヒデ）
- ディバインゲート（サンタクローズ（少年）、評議会重臣）
- はんだくん（男の娘筒井）
- プリンス・オブ・ストライド オルタナティブ（バスケ部、クラスメイト）
- ももくり（閑翔太）

2017年
- チェインクロニクル 〜ヘクセイタスの閃〜（ダスティ）
- タイムボカン24（31歳少年1）
- 覆面系ノイズ（男子学生2、男性2）
- ね子とま太（ね子）
- ピカイア!!（エヴォル）
- 活撃 刀剣乱舞（こんのすけ）
- ナナマル サンバツ（苑原明良）
- 妖怪アパートの幽雅な日常（男子生徒C）
- 僕のヒーローアカデミア（2017年 - 2024年、口田甲司） - 6シリーズ
- アイドルマスター SideM（冬美旬）
- ブレンド・S（イケメン）

2018年
- 一人之下 羅天大醮篇（呂恭）
- Butlers〜千年百年物語〜（青葉蛍）
- Back Street Girls -ゴクドルズ-（握手会スタッフ）
- 異世界魔王と召喚少女の奴隷魔術（豹人族B）
- ハイスコアガール（友人A、ギャラリーC、ギャラリーA）
- ムヒョとロージーの魔法律相談事務所（配達員）
- アイドルマスター SideM 理由あってMini!（冬美旬）
- DOUBLE DECKER! ダグ&キリル（アップル・ビーバー）

2019年
- KING OF PRISM -Shiny Seven Stars-（西園寺レオ）
- からかい上手の高木さん（2019年 - 2022年、ひろし） - 2シリーズ
- ナカノヒトゲノム【実況中】（赤札チヒロ）
- はなかっぱ（キンカッパ王子）
- 星合の空（男子生徒）
- スタンドマイヒーローズ PIECE OF TRUTH（都築誠〈少年期〉）

2020年
- number24（日吉流星）
- 俺の指で乱れろ。〜閉店後二人きりのサロンで…〜（千葉要） - 通常版
- ブレーカーズ（拓）
- 遊☆戯☆王SEVENS（2020年 - 2021年、安立ヨシオ）
- もっと!まじめにふまじめ かいけつゾロリ（2020年 - 2022年、コブル） - 3シリーズ
- ブラッククローバー（イナ）
- THE GOD OF HIGH SCHOOL ゴッド・オブ・ハイスクール（グイム・ギ）

2021年
- 怪病医ラムネ（クロ）
- WAVE!!〜サーフィンやっぺ!!〜（男子生徒）
- SK∞ エスケーエイト（知念実也〈MIYA〉）
- バック・アロウ（ゴート）
- うらみちお兄さん（子供）
- D_CIDE TRAUMEREI THE ANIMATION（ポンスケ）
- ヴィジュアルプリズン（ヴーヴ・エリザベス）

2022年
- であいもん（瀬戸咲季）
- 遊☆戯☆王ゴーラッシュ!!（2022年 - 2025年、犬 / ボチ）

2023年
- 老後に備えて異世界で8万枚の金貨を貯めます（テオドール）
- REVENGER（旋棍の捨）
- 異世界召喚は二度目です（神代冬真）
- 悲劇の元凶となる最強外道ラスボス女王は民の為に尽くします。（エリック・ギルクリスト）
- シャングリラ・フロンティア（2023年 - 2024年、レイジ）
- ふしぎ駄菓子屋 銭天堂（鳥山浩）
- 柚木さんちの四兄弟。（森田）
- 『ヒプノシスマイク-Division Rap Battle-』Rhyme Anima +（プロデューサー）

2024年
- 転生したら第七王子だったので、気ままに魔術を極めます（2024年 - 2025年、クロウ） - 2シリーズ
- Re:Monster（少年騎士）
- 異世界ゆるり紀行 〜子育てしながら冒険者します〜（サジェス）
- 君は冥土様。（黒川大河）
- アクロトリップ（玄実クロマ〈小学生〉）

2025年
- 外れスキル《木の実マスター》 〜スキルの実（食べたら死ぬ）を無限に食べられるようになった件について〜（ライト・アンダーウッド）
- 悪役令嬢転生おじさん（ピエール・ジェモー）
- ゴリラの神から加護された令嬢は王立騎士団で可愛がられる（エディ・フェレス）
- TO BE HERO X（アージャー）
- キミとアイドルプリキュア♪（藤野）
- フェルマーの料理（ウィヴィア・ミロ）
- パズドラ（アヤカシ、14代目ハシリ）

2026年
- 拷問バイトくんの日常（ミケ）

### 劇場アニメ
- KING OF PRISMシリーズ（2016年 - 2025年、西園寺レオ[45]） - 5作品[一覧 8]
- フリクリ オルタナ（2018年、佐々木門[50]）
- 僕のヒーローアカデミア THE MOVIE ヒーローズ:ライジング（2019年、口田甲司[51]）
- 劇場版 からかい上手の高木さん（2022年）
- 僕のヒーローアカデミア THE MOVIE ユアネクスト（2024年、口田甲司）

### Webアニメ
- ももくり（2015年、閑翔太[52]）
- 薄明の翼（2020年、ビート）
- もっと!まじめにふまじめ かいけつゾロリ ゾロリのへや（2022年、コブル）
- 賭ケグルイ双（2022年、世良信也）
- 《ハンドレッドノート》スネイクピット（2023年-、苦瀬結人）

### ゲーム
2015年
- アイドルマスター SideM（2015年 - 2023年、冬美旬）
- 終わりのセラフ 運命の始まり（ラクス・ウェルト）
- クイズRPG 魔法使いと黒猫のウィズ（グリ）
- 白猫プロジェクト（グリ）

2016年
- マジカルデイズ the Brats's Parade（ルッカ）

2017年
- エンドライド -X fragments-（グレイ）
- 一血卍傑-ONLINE-（ナスノヨイチ）
- KING OF PRISM プリズムラッシュ！LIVE（西園寺レオ）
- アイドルマスター SideM LIVE ON ST@GE!（2017年 - 2020年、冬美旬）
- グランブルーファンタジー（2017年 - 2021年、ミアハ、こんのすけ）
- クロノスエイジ（アーサー）
- スタレボ☆彡 88星座のアイドル革命（狐塚鈴）
- 嘘月シャングリラ（ヘル〈少年〉）
- リディー&スールのアトリエ 〜不思議な絵画の錬金術士〜（アルト）

2018年
- A3!（タンジェリン王子）
- 夢王国と眠れる100人の王子様（シリル)
- シンエンレジスト（ヘンゼル）
- 実況パワフルプロ野球2018（諏訪野聖人）
- グランドチェイス-次元の追跡者（ベルガモット）
- あやかし恋廻り（結楽）
- オンエア!（雅野椿）

2019年
- ダンキラ!!! - Boys, be DANCING! -（若草ゆかり）
- ラングリッサー モバイル（ジェリオール&レイラ）
- エルンジェネシス（冥怜）
- ルチアーノ同盟（チュー）

2020年
- エンゲージソウルズ（スーミルキィ）
- ディズニー ツイステッドワンダーランド（ネージュ・リュバンシェ）

2021年
- ジャックジャンヌ（宇城由樹）
- アイドルマスター ポップリンクス（冬美旬）
- アイドルマスター SideM GROWING STARS（2021年 - 2023年、冬美旬）

2022年
- 夢職人と忘れじの黒い妖精（ファズ）
- ポケモンマスターズEX（2022年 - 2023年、ビート）
- あんさんぶるスターズ!! Basic / Music（黒根ひつぎ） - 2作品
- 魔法使いの夜（ダム）

2023年
- ダークテイルズ〜鏡と狂い姫〜（ピノキオ、しょういち）
- リバース:1999（オリバー・フォッグ）

2024年
- マツリカの炯-kEi- 天命胤異伝（二角獣）
- ユニコーンオーバーロード（オーシュ）
- 逆転オセロニア（シリル）
- 護縁（チュダ・クォーラン）
- 神箱 - Mythology of Cube -（スティール・エリクール）

2025年
- コードギアス 反逆のルルーシュ ロストストーリーズ（ドク・ジョブズ）

### ドラマCD
2015年
- THE IDOLM@STER SideM ST@RTING LINE -03 / 04（冬美旬）
- 声はして涙は見えぬ濡れ鳥（久喜宮聖人〈小学生時代 / 中学生時代〉）
- 桜の花の紅茶王子 4巻ドラマCD付き初回限定版（生徒会副会長）

2017年
- ドラマCD ももくり（閑翔太）

2019年
- 豪華列車アルデバラン〜7泊8日の恋人〜（櫻田学）

2021年
- 淡海乃海 水面が揺れる時〜三英傑に嫌われた不運な男、朽木基綱の逆襲〜（竹若丸（2歳）、多々良）

2022年
- ディア♥ヴォーカリスト（2022年、SOTA）

2023年
- レモンスカッシュスコア（2023年、相良理央）

### BLCD
- おやすみなさい、また明日（エリー）
- 新妻くんと新夫くん（ホスト）
- 声はして涙は見えぬ濡れ烏（久喜宮聖人）
- 猫とスピカ2（ミルキー）
- よるとあさの歌 Ec（観客）

### オーディオドラマ
- イケボ声優×シチュボASMR【シュガーサウンド】（2022年、彼氏[85]）
- アイドルマスター SideM「315 PASSION CONTENTS」『CIRCLE OF DELIGHT 今日と明日とその先と』（2024年、冬美旬）

### 吹き替え
- ハーレーはド真ん中（2017年、イーサン）
- ダックテイルズ（2018年、デューイ[86]）
- サマー・オブ・84（2019年、イーツ〈ジュダ・ルイス〉）
- ファイヤーバディ（2023年、フラッシュ）
- 齢5000年の草食ドラゴン、いわれなき邪竜認定 season2（2024年、漆黒の血の団長[87]）

### デジタルコミック
- 自称”平凡”な癒しの聖女ですが、王子から婚約者として執着されています（2023年、オンラード[88]）

### ナレーション
- A応Pのあにむす!（2018年1月4日 - 、テレビ東京）[89]

### CM
- パズドラ TVCM「転校生」篇（2016年、都北一喜[90]）
- パズドラ TVCM「冬の青春」篇（2016年、都北一喜[91]）

### PV
- ヒーロー文庫（いずれもナレーションを含む全役）
  - 『黒白の勇者』第1巻 PV（2021年[92][93]）
  - 『傭兵団の料理番』第11巻 PV（2021年[94][95]）
  - 『康太の異世界ごはん』第6巻 PV（2021年[96][97]）
  - 『小さな魔女と野良犬騎士』第6巻 PV（2021年[98][99]）

### ラジオ
※はインターネット配信。
- アイドルマスター SideM ラジオ 315プロNight!（2016年、ニコニコ生放送）回替わりパーソナリティ
- RADIO M4!!!!（2017年 - 、超!A&G+※）[100]
- スタレボ☆彡 ラジオ88（パチパチ）ステーション（2017年、音泉※）[101]
- 新・男前通信NEO　夏の陣　永塚拓馬のすみっことーく（2019年8月 - 10月、文化放送モバイルplus※）
- Radioオンエア!〜宝石が丘学園放送部〜（2019年 -、文化放送・超!A&G+※、『A&G TRIBAL RADIO エジソン』内）[102]
- ComicFesta Radio 俺たちの声で乱れろ。（2020年、音泉※）[103]

### テレビ番組
※はインターネット配信。
- Abema Game 9 アゲナイッ！ マンデー（2018年、AbemaTV※）
- 永塚拓馬のココだけ！（2018年 - 、ニコニコ生放送※）[104]
- 高塚智人・永塚拓馬・堀江瞬 ラーメン男子（2018年 - 、ニコニコ生放送※）
- 永塚拓馬・堀江瞬 ぽんこつGAマイル（2019年 - 、ニコニコ動画※・YouTube※）

### 映像商品
- アイドルマスター SideM シリーズ
  - THE IDOLM@STER SideM 1st STAGE 〜ST@RTING!〜 Live Blu-ray
  - THE IDOLM@STER SideM 2nd STAGE 〜ORIGIN@L STARS〜 Live Blu-ray
  - THE IDOLM@STER SideM GREETING TOUR 2017 〜BEYOND THE DREAM〜 LIVE Blu-ray
- 声優ボウリングランプリ2
- 声優 DVD 企画 Steal Treasure Run !!

### 舞台
- ミュージカルプロジェクト M.PinK 1st stage「真夏のトレジャー」（2012年9月28日 - 30日、神奈川県立青少年センター）[105]
- 第5回川崎インキュベーター合同公演「ブルーシートチルドレン」（2013年3月7日 - 10日、ラゾーナ川崎プラザソル）

### 朗読劇
- リーディングシアター「ダークアリス」（2019年5月31日、サンシャイン劇場）[106]
- 朗読劇「寄席から始まる恋噺」（2019年11月3日、三越劇場） - 北瀬正嗣 役[107]
- うち劇「マトリョーシカの微笑〜禁断の果実編〜」（2020年10月25日、オンライン配信） - 師岡 役（第1部）[108]、山之内 役（第2部）[109]
- クトゥルフ朗読劇「華蝕の匣〜白磁の夢現〜」（2020年11月15日、オンライン配信） - 執事 役[110]
- SOLO Performance READING「HAPPY END」（2021年2月22日、オンライン配信） - 一人芝居[111]
- 朗読劇「彼女が好きなものはホモであって僕ではない」（2021年9月5日、草月ホール） - 安藤純 役（13時公演）、ファーレンハイト 役（18時公演）
- READING MUSEUM「後宮衛士隊」（2023年1月22日、サンシャイン劇場） - 四号 役[112]
- THE IDOLM@STER SideM PASSIONABLE READING SHOW -超常事変〜対立スル正義〜-（2023年3月12日、武蔵野の森総合スポーツプラザ メインアリーナ） - 冬美旬 役[113]
- 江戸川乱歩 名作朗読劇「怪人二十面相－暗黒星－」（2024年3月3日、博品館劇場） [114]
- 朗読劇「若きウェルテルの悩み」（2024年5月4日、TOKYO FM HALL）[115]
- 朗読劇「ニュー・ルネッサンス・イン・パリ」（2024年7月28日、博品館劇場）[116]
- 江戸川乱歩 名作朗読劇「少年探偵団」（2024年9月8日、紀伊國屋サザンシアター TAKASHIMAYA） - 怪人二十面相 役 他[117][118]
- 音楽朗読劇「陰陽師」（2024年10月8日、シアター1010） - 安倍晴明 役[119]
- SF空想科学朗読劇「宇宙戦争」(2025年1月11日、I'M A SHOW）[120]
- 音楽朗読劇「仮面の男」〜アレクサンドル・デュマ・ペール「ダルタルニャン物語」より〜（2025年3月7日、博品館劇場） - ポルトス 役 他[121][122]
- 朗読劇 サラ・ベルナールの「サロメ」（2025年8月2日、城西国際大学紀尾井町キャンパス1号館内 地下ホール） - ヴィクトリアン・サルドゥ 役[123][124]
- 幻調乱歩4 夜明けに怯える怪機城（2025年9月1日〈予定〉、イイノホール）[125]

### その他コンテンツ
- 音戯の譜〜CHRONICLE〜（バギィ☆クロウ[126]）
- ボイレピ♪ 朝ごはん #11 永塚拓馬さんの声で作る「フルーツたっぷりフレンチトースト」（2021年）[127]

## ライブ・イベント

### 合同ライブ
| 出演日                | タイトル                      | 会場               |
| --------------------- | ----------------------------- | ------------------ |
| 2022年9月17日（予定） | ナガノアニエラフェスタ 20〜22 | 駒場公園（長野県） |

## ディスコグラフィ

### ミニアルバム
|            | 発売日        | タイトル      | 規格品番    | 規格品番   | オリコン 最高位 |
| 初回限定盤 | 発売日        | タイトル      | 通常盤      |            | オリコン 最高位 |
| ---------- | ------------- | ------------- | ----------- | ---------- | --------------- |
| 1st        | 2021年10月6日 | dance with me | COZX-1806/7 | COCX-41554 | 24位            |

### キャラクターソング
| 発売日   | 商品名 | 歌 | 楽曲 | 備考                                                                                               |
| 2015年   | 2015年 | 2015年 | 2015年 | 2015年                                                                                             |
| -------- | --- | --- | --- | -------------------------------------------------------------------------------------------------- |
| 7月22日  | THE IDOLM@STER SideM ST@RTING LINE -04 High×Joker | High×Joker | 「HIGH JUMP NO LIMIT」 「JOKER↗オールマイティ」 「DRIVE A LIVE」                                                                                            | ゲーム『アイドルマスター SideM』関連曲                                                             |
| 2016年   | | | | |
| 4月27日  | 劇場版 KING OF PRISM by PrettyRhythm Song&Soundtrack | 一条シン（寺島惇太）、太刀花ユキノジョウ（斉藤壮馬）、十王院カケル（八代拓）、香賀美タイガ（畠中祐）、西園寺レオ（永塚拓馬）、鷹梁ミナト（五十嵐雅）、涼野ユウ（内田雄馬） | 「ドラマチックLOVE」 | 劇場アニメ『KING OF PRISM by PrettyRhythm』エンディングテーマ                                      |
| 7月13日  | THE IDOLM@STER SideM 2nd ANNIVERSARY DISC 01 DRAMATIC STARS & High×Joker                                                                                | DRAMATIC STARS、High×Joker | 「夜空を煌めく星のように」 | ゲーム『アイドルマスター SideM』関連曲                                                             |
| 7月13日  | THE IDOLM@STER SideM 2nd ANNIVERSARY DISC 01 DRAMATIC STARS & High×Joker                                                                                | High×Joker | 「OUR SONG -それは世界でひとつだけ-」 | ゲーム『アイドルマスター SideM』関連曲                                                             |
| 7月29日  | 星空ホールへおいでよ♪ メッセージソングCD リコ編 君に伝えたい                                                                                            | リコ（永塚拓馬） | 「星空ホールへおいでよ♪」 「君に伝えたい」 | 『星空ホールへおいでよ♪』関連曲                                                                    |
| 8月31日  | KING OF PRISM Music Ready Sparking! | 西園寺レオ（永塚拓馬） | 「桃色MAXジャンプ！」 | 劇場アニメ『KING OF PRISM by PrettyRhythm』関連曲                                                  |
| 10月5日  | TVアニメ『はんだくん』キャラクターソングミニアルバム | 男の娘筒井（永塚拓馬） | 「hot milk」 | テレビアニメ『はんだくん』関連曲                                                                   |
| 2017年   | | | | |
| 2月1日   | Beyond The Dream | 315 ALLSTARS | 「Beyond The Dream」 | ゲーム『アイドルマスター SideM』テーマソング                                                       |
| 2月1日   | Beyond The Dream | 315プロダクション所属アイドル（インテリ） | 「Beyond The Dream」 | ゲーム『アイドルマスター SideM』テーマソング                                                       |
| 2月10日  | THE IDOLM@STER SideM 2nd ANNIVERSARY SOLO COLLECTION | 冬美旬（永塚拓馬） | 「OUR SONG -それは世界でひとつだけ-」 | ゲーム『アイドルマスター SideM』関連曲                                                             |
| 4月26日  | 劇場版KING OF PRISM -PRIDE the HERO- ユニットプロジェクト ユキノジョウ&レオ                                                                             | 太刀花ユキノジョウ（斉藤壮馬）、西園寺レオ（永塚拓馬） | 「異体同心RESPECT!」 | 劇場アニメ『KING OF PRISM -PRIDE the HERO-』関連曲                                                 |
| 8月30日  | Cybernetics Wars ZERO 〜願いを宿す機械の子〜 | 冬美旬（永塚拓馬）、天ヶ瀬冬馬（寺島拓篤）、都築圭（土岐隼一）、東雲荘一郎（天﨑滉平）、華村翔真（バレッタ裕） | 「Genesis Contact」 | ゲーム『アイドルマスター SideM』関連曲                                                             |
| 9月27日  | 劇場版KING OF PRISM -PRIDE the HERO- Song&Soundtrack | エーデルローズ新入生 | 「Vivi℃ Heart Session!」 | 劇場アニメ『KING OF PRISM -PRIDE the HERO-』エンディングテーマ                                     |
| 10月18日 | THE IDOLM@STER SideM ORIGIN@L PIECES 08 | 冬美旬（永塚拓馬） | 「Genuine feelings」 | ゲーム『アイドルマスター SideM』関連曲                                                             |
| 11月15日 | THE IDOLM@STER SideM ANIMATION PROJECT 01「Reason‼」 | 315 STARS（DRAMATIC STARS、Beit、S.E.M、High×Joker、W、Jupiter） | 「Reason‼」 | テレビアニメ『アイドルマスター SideM』オープニングテーマ                                           |
| 11月15日 | THE IDOLM@STER SideM ANIMATION PROJECT 01「Reason‼」 | Beit、High×Joker、W | 「夏時間グラフィティ」 | テレビアニメ『アイドルマスター SideM』挿入歌                                                       |
| 2018年   | | | | |
| 1月17日  | THE IDOLM@STER SideM ANIMATION PROJECT 06「Sunset★Colors」                                                                                              | High×Joker | 「Sunset★Colors」 | テレビアニメ『アイドルマスター SideM』エンディングテーマ                                           |
| 1月17日  | THE IDOLM@STER SideM ANIMATION PROJECT 06「Sunset★Colors」                                                                                              | High×Joker | 「Reason!!」 | テレビアニメ『アイドルマスター SideM』関連曲                                                       |
| 1月24日  | アイドルマスター SideM BD・DVD第2巻特典CD 315 St@rry Collaboration 02 〜High×Joker&W〜                                                                  | High×Joker、W | 「いつかこの瞬間に名前をつけるなら」 | テレビアニメ『アイドルマスター SideM』関連曲                                                       |
| 1月24日  | アイドルマスター SideM BD・DVD第2巻特典CD 315 St@rry Collaboration 02 〜High×Joker&W〜                                                                  | High×Joker | 「カレイド TOURHYTHM」 | テレビアニメ『アイドルマスター SideM』関連曲                                                       |
| 1月31日  | THE IDOLM@STER SideM ANIMATION PROJECT 08「GLORIOUS RO@D」                                                                                              | 315 STARS（DRAMATIC STARS、Beit、S.E.M、High×Joker、Jupiter） | 「Beyond The Dream（第2話 Ver）」 | テレビアニメ『アイドルマスター SideM』エンディングテーマ                                           |
| 1月31日  | THE IDOLM@STER SideM ANIMATION PROJECT 08「GLORIOUS RO@D」                                                                                              | 315 STARS（DRAMATIC STARS、Beit、S.E.M、High×Joker、W、Jupiter） | 「DRIVE A LIVE（第13話 Ver）」 | テレビアニメ『アイドルマスター SideM』エンディングテーマ                                           |
| 1月31日  | THE IDOLM@STER SideM ANIMATION PROJECT 08「GLORIOUS RO@D」                                                                                              | 315 STARS（DRAMATIC STARS、Beit、S.E.M、High×Joker、W、Jupiter） | 「GLORIOUS RO@D」 | テレビアニメ『アイドルマスター SideM』挿入歌                                                       |
| 6月6日   | KING OF PRISM RUSH SONG COLLECTION -RED NIGHT VAMPIRE-                                                                                                  | 一条シン（寺島惇太）、香賀美タイガ（畠中祐）、西園寺レオ（永塚拓馬） | 「約束のサジタリウス」 | ゲーム『KING OF PRISM プリズムラッシュ！LIVE』関連曲                                               |
| 6月6日   | KING OF PRISM RUSH SONG COLLECTION -RED NIGHT VAMPIRE-                                                                                                  | 西園寺レオ（永塚拓馬） | 「Surprise Decoration!」 | ゲーム『KING OF PRISM プリズムラッシュ！LIVE』関連曲                                               |
| 10月17日 | KING OF PRISM RUSH SONG COLLECTION -Sweet Sweet Replies!-                                                                                               | 十王院カケル（八代拓）、一条シン（寺島惇太）、西園寺レオ（永塚拓馬） | 「Sing!New!Shine!」 | ゲーム『KING OF PRISM プリズムラッシュ！LIVE』関連曲                                               |
| 11月23日 | KING OF PRISM Rose Party 2018 アニミュゥモ特典CD | 一条シン（寺島惇太）、太刀花ユキノジョウ（斉藤壮馬）、十王院カケル（八代拓）、香賀美タイガ（畠中祐）、西園寺レオ（永塚拓馬）、鷹梁ミナト（五十嵐雅）、涼野ユウ（内田雄馬）、如月ルヰ（蒼井翔太）、大和アレクサンダー（武内駿輔） | 「ドラマチックLOVE Rose Party 2018 Ver」 | 劇場アニメ『KING OF PRISM by PrettyRhythm』関連曲                                                  |
| 11月21日 | Now On Air! | 6carats | 「Now On Air!」 | ゲーム『オンエア！』主題歌                                                                         |
| 12月19日 | KING OF PRISM X'mas Winter Eyes / Happy Happy Birthday!                                                                                                 | 一条シン（寺島惇太）、太刀花ユキノジョウ（斉藤壮馬）、香賀美タイガ（畠中祐）、十王院カケル（八代拓）、鷹梁ミナト（五十嵐雅）、西園寺レオ（永塚拓馬）、涼野ユウ（内田雄馬） | 「Winter Eyes」 「Happy Happy Birthday!」 「ドラマチックLOVE -X'mas version-」                                                                              | ゲーム『KING OF PRISM プリズムラッシュ！LIVE』関連曲                                               |
| 12月19日 | THE IDOLM@STER SideM WakeMini! MUSIC COLLECTION 03 | 315 STARS（インテリ Ver.） | 「POKER FAITH -ポーカーフェイス-」 | テレビアニメ『アイドルマスター SideM 理由あってMini!』エンディングテーマ                           |
| 2019年   | | | | |
| 1月23日  | スタレボ☆彡 88星座のアイドル革命 THE BEST「STAR REVOLUTION」Vol.4                                                                                       | PURA.net | 「Horoscope」 「キラメキ☆プロローグ」 「シャッターチャンス！」                                                                                              | ゲーム『スタレボ☆彡 88星座のアイドル革命』関連曲                                                   |
| 2月6日   | THE IDOLM@STER SideM WORLD TRE@SURE 06 | 伊集院北斗（神原大地）、都築圭（土岐隼一）、冬美旬（永塚拓馬）、アスラン＝ベルゼビュートII世（古川慎） | 「Hallo, Freunde!」 「MEET THE WORLD!（GERMANY Ver.）」 | ゲーム『アイドルマスター SideM LIVE ON ST@GE!』関連曲                                              |
| 3月13日  | KING OF PRISM RUSH SONG COLLECTION -STAR MASQUERADE- | エーデルローズ新入生 | 「ドラマチックLOVE Thanks 1st anniversary REMIX」 | ゲーム『KING OF PRISM プリズムラッシュ！LIVE』関連曲                                               |
| 3月15日  | THE IDOLM@STER SideM WakeMini! SOLO COLLECTION 03 INTELLIGENCE Ver.                                                                                     | 冬美旬（永塚拓馬） | 「POKER FAITH -ポーカーフェイス-」 | テレビアニメ『アイドルマスター SideM 理由あってMini!』関連曲                                       |
| 4月24日  | Shiny Seven Stars!/366LOVEダイアリー | 一条シン（寺島惇太）、太刀花ユキノジョウ（斉藤壮馬）、香賀美タイガ（畠中祐）、十王院カケル（八代拓）、鷹梁ミナト（五十嵐雅）、西園寺レオ（永塚拓馬）、涼野ユウ（内田雄馬） | 「Shiny Seven Stars!」 | テレビアニメ『KING OF PRISM -Shiny Seven Stars-』オープニングテーマ                                |
| 4月24日  | Shiny Seven Stars!/366LOVEダイアリー | 一条シン（寺島惇太）、太刀花ユキノジョウ（斉藤壮馬）、香賀美タイガ（畠中祐）、十王院カケル（八代拓）、鷹梁ミナト（五十嵐雅）、西園寺レオ（永塚拓馬）、涼野ユウ（内田雄馬） | 「366LOVEダイアリー」 | 劇場アニメ『KING OF PRISM -Shiny Seven Stars-』エンディングテーマ                                  |
| 5月10日  | THE IDOLM@STER SideM 4th ANNIVERSARY DISC「LIVE in your SMILE / DREAM JOURNEY」                                                                         | DRAMATIC STARS、Jupiter、Beit、High×Joker、Café Parade、もふもふえん、F-LAGS | 「DREAM JOURNEY」 | ゲーム『アイドルマスター SideM』関連曲                                                             |
| 7月3日   | セカイ系バラエティ 僕声シーズン2 サウンドトラック | 恥ずかしがり隊 | 「Animal Onomatopoeiaでしゃべりたい」 「うぃ（いい）ー発音であたらすぃ（しい）―セカイ」                                                                     | バラエティ番組『セカイ系バラエティ 僕声 シーズン2』関連曲                                          |
| 7月24日  | KING OF PRISM -Shiny Seven Stars- マイソングシングルシリーズ 西園寺レオ                                                                                 | 西園寺レオ（永塚拓馬） | 「Twinkle☆Twinkle」 | テレビアニメ『KING OF PRISM -Shiny Seven Stars-』挿入歌                                            |
| 7月24日  | KING OF PRISM -Shiny Seven Stars- マイソングシングルシリーズ 西園寺レオ                                                                                 | 西園寺レオ（永塚拓馬） | 「Love & Peace Forever」 | テレビアニメ『KING OF PRISM -Shiny Seven Stars-』エンディングテーマ                                |
| 8月7日   | KING OF PRISM -Shiny Seven Stars- マイソングシングルシリーズ 一条シン・太刀花ユキノジョウ・香賀美タイガ・十王院カケル・鷹梁ミナト・西園寺レオ・涼野ユウ | 一条シン（寺島惇太）、太刀花ユキノジョウ（斉藤壮馬）、香賀美タイガ（畠中祐）、十王院カケル（八代拓）、鷹梁ミナト（五十嵐雅）、西園寺レオ（永塚拓馬）、涼野ユウ（内田雄馬） | 「ナナイロノチカイ！ -Brilliant oath-」 | テレビアニメ『KING OF PRISM -Shiny Seven Stars-』挿入歌                                            |
| 8月7日   | KING OF PRISM -Shiny Seven Stars- マイソングシングルシリーズ 一条シン・太刀花ユキノジョウ・香賀美タイガ・十王院カケル・鷹梁ミナト・西園寺レオ・涼野ユウ | 一条シン（寺島惇太）、太刀花ユキノジョウ（斉藤壮馬）、香賀美タイガ（畠中祐）、十王院カケル（八代拓）、鷹梁ミナト（五十嵐雅）、西園寺レオ（永塚拓馬）、涼野ユウ（内田雄馬） | 「BOY MEETS GIRL」 | テレビアニメ『KING OF PRISM -Shiny Seven Stars-』エンディングテーマ                                |
| 9月27日  | KING OF PRISM -Shiny Seven Stars- BD / DVD 全巻購入特典「PRISM COVERS COLLECTION -Amazon盤-」                                                           | 西園寺レオ（永塚拓馬）、涼野ユウ（内田雄馬） | 「ALIVE」 | テレビアニメ『KING OF PRISM -Shiny Seven Stars-』関連曲                                            |
| 11月6日  | ラフラフ！-laugh life- 3rd Round | Corner Craver | 「Performers' Anthem」 | 『ラフラフ！-laugh life-』関連曲                                                                   |
| 12月18日 | THE IDOLM@STER SideM 5th ANNIVERSARY DISC 01 PRIDE STAR                                                                                                 | 315 ALLSTARS | 「PRIDE STAR」 「DRIVE A LIVE」 「Reason!!」 「GLORIOUS RO@D」                                                                                              | ゲーム『アイドルマスター SideM』関連曲                                                             |
| 2020年   | | | | |
| 3月6日   | THE IDOLM@STER SideM 5th ANNIVERSARY UNIT COLLECTION -PRIDE STAR-                                                                                       | High×Joker | 「PRIDE STAR」 | ゲーム『アイドルマスター SideM』関連曲                                                             |
| 3月25日  | LOVEグラフィティ | SePTENTRION | 「LOVEグラフィティ」 | 劇場アニメ『KING OF PRISM ALL STARS -プリズムショー☆ベストテン-』主題歌                            |
| 3月25日  | LOVEグラフィティ | KING OF PRISM ALL STARS | 「ドラマチックLOVE -ALLSTARS THANKS ver.-」 | 劇場アニメ『KING OF PRISM ALL STARS -プリズムショー☆ベストテン-』関連曲                            |
| 4月22日  | THE IDOLM@STER SideM 5th ANNIVERSARY DISC 05 Altessimo&彩&High×Joker                                                                                    | High×Joker | 「SEASON IN THE FIVE」 | ゲーム『アイドルマスター SideM』関連曲                                                             |
| 4月22日  | THE IDOLM@STER SideM 5th ANNIVERSARY DISC 05 Altessimo&彩&High×Joker                                                                                    | Altessimo、彩、High×Joker | 「Singing Explorers」 | ゲーム『アイドルマスター SideM』関連曲                                                             |
| 6月10日  | ダンキラ!!! Music Collection | 若草ゆかり（永塚拓馬） | 「絆、知りそめし季節」 | ゲーム『ダンキラ!!! - Boys, be DANCING!』関連曲                                                    |
| 8月26日  | THE IDOLM@STER SideM 5th ANNIVERSARY SOLO COLLECTION 04                                                                                                 | 冬美旬（永塚拓馬） | 「SEASON IN THE FIVE」 | ゲーム『アイドルマスター SideM』関連曲                                                             |
| 12月2日  | ラフラフ！-Laugh Life- Final Round | Geraxy、Ridiculs、Corner Craver | 「Laugh or Die」 | 『ラフラフ！-laugh life-』関連曲                                                                   |
| 2021年   | | | | |
| 1月6日   | THE IDOLM@STER SideM NEW STAGE EPISODE:08 High×Joker | High×Joker | 「Smiles In Wonderland!」 「NEXT STAGE!」 | ゲーム『アイドルマスター SideM』関連曲                                                             |
| 1月8日   | KING OF PRISM BEST ALBUM "Music Goes On!" | 西園寺レオ（永塚拓馬） | 「Happy Happy Birthday!」 | ゲーム『KING OF PRISM プリズムラッシュ！LIVE』関連曲                                               |
| 1月8日   | KING OF PRISM BEST ALBUM "Music Goes On!" | Edel Rose Stars | 「BOY MEETS GIRL」 | 『KING OF PRISM』シリーズ関連曲                                                                    |
| 2月7日   | THE IDOLM@STER SideM UNIT COLLECTION -MEET THE WORLD!-                                                                                                  | 315 ALLSTARS | 「MEET THE WORLD!」 | ゲーム『アイドルマスター SideM』関連曲                                                             |
| 2月7日   | THE IDOLM@STER SideM UNIT COLLECTION -MEET THE WORLD!-                                                                                                  | High×Joker | 「MEET THE WORLD!」 | ゲーム『アイドルマスター SideM』関連曲                                                             |
| 9月29日  | THE IDOLM@STER SideM GROWING SIGN@L 01 Growing Smiles!                                                                                                  | 315 ALLSTARS | 「Growing Smiles!」 「DRIVE A LIVE」 「Beyond The Dream」 「NEXT STAGE!」                                                                                   | ゲーム『アイドルマスター SideM GROWING STARS』関連曲                                               |
| 10月6日  | 残酷シャングリラ/BLOODY KISS/玉座のGEMINI | LOS†EDEN | 「BLOODY KISS」 | テレビアニメ『ヴィジュアルプリズン』エンディングテーマ                                             |
| 10月27日 | 緑陰のGymnasium | 山下次郎（中島ヨシキ）、ピエール（堀江瞬）、冬美旬（永塚拓馬）、黒野玄武（深町寿成）、卯月巻緒（児玉卓也）、北村想楽（汐谷文康） | 「Stories」 | ゲーム『アイドルマスター SideM』関連曲                                                             |
| 12月15日 | ヴィジュアルプリズン BD・DVD第1巻特典CD | ヴーヴ・エリザベス（永塚拓馬） | 「シャルムの輪廻」 | テレビアニメ『ヴィジュアルプリズン』挿入歌                                                         |
| 2022年   | | | | |
| 1月8日   | THE IDOLM@STER SideM UNIT COLLECTION -Growing Smiles!-                                                                                                  | High×Joker | 「Growing Smiles!」 | ゲーム『アイドルマスター SideM GROWING STARS』関連曲                                               |
| 3月12日  | THE IDOLM@STER SideM PASSION@TE FORMATION -INTELLIGENCE-                                                                                                | 315 STARS（インテリVer.） | 「ANYWHERE」 | ゲーム『アイドルマスター SideM GROWING STARS』関連曲                                               |
| 3月12日  | THE IDOLM@STER SideM PASSION@TE FORMATION -INTELLIGENCE-                                                                                                | 冬美旬（永塚拓馬） | 「ANYWHERE」 | ゲーム『アイドルマスター SideM GROWING STARS』関連曲                                               |
| 3月23日  | ANGELIST/SACRIFICE/ROYAL CROWN | LOS†EDEN | 「SACRIFICE」 | テレビアニメ『ヴィジュアルプリズン』挿入歌                                                         |
| 7月20日  | THE IDOLM@STER SideM 49 ELEMENTS -01 High×Joker | High×Joker | 「キセキ的 STARRY-TUNE!!!!!」 | ゲーム『アイドルマスター SideM GROWING STARS』関連曲                                               |
| 7月20日  | THE IDOLM@STER SideM 49 ELEMENTS -01 High×Joker | 冬美旬（永塚拓馬） | 「SCOREBOOK Memories」 | ゲーム『アイドルマスター SideM GROWING STARS』関連曲                                               |
| 12月21日 | THE IDOLM@STER SideM GROWING SIGN@L 15 Take a StuMp! | 315 ALLSTARS | 「Take a StuMp!」 | ゲーム『アイドルマスター SideM GROWING STARS』関連曲                                               |
| 2023年   | | | | |
| 2月11日  | THE IDOLM@STER SideM UNIT COLLECTION -Take a StuMp!- | High×Joker | 「Take a StuMp!」 | ゲーム『アイドルマスター SideM GROWING STARS』関連曲                                               |
| 3月8日   | THE IDOLM@STER SideM GROWING SIGN@L 18 High×Joker | High×Joker | 「JOYFUL HEART MAKER」 「Toward Pole Star」 | ゲーム『アイドルマスター SideM GROWING STARS』関連曲                                               |
| 3月11日  | 幻想のUtopia/安寧のDystopia | ピエール（堀江瞬）、蒼井悠介（菊池勇成）、蒼井享介（山谷祥生）、握野英雄（熊谷健太郎）、木村龍（濱健人）、秋山隼人（千葉翔也）、冬美旬（永塚拓馬）、榊夏来（渡辺紘）、若里春名（白井悠介）、紅井朱雀（益山武明）、東雲荘一郎（天﨑滉平）、アスラン＝ベルゼビュートII世（古川慎）、岡村直央（矢野奨吾）、硲道夫（伊東健人）、大河タケル（寺島惇太）、牙崎漣（小松昌平）、天峰秀（伊瀬結陸）、花園百々人（宮﨑雅也）、眉見鋭心（大塚剛央） | 「幻想のUtopia」 | 舞台『THE IDOLM@STER SideM PASSIONABLE READING SHOW -超常事変〜対立スル正義〜-』オープニングテーマ |
| 5月24日  | レモンスカッシュスコア vol.1 | Chroma7ree | 「HONEY FLOWER」 「We wanna Dive!」 | 『レモンスカッシュスコア』関連曲                                                                   |
| 10月28日 | THE IDOLM@STER SideM GROWING SIGN@L SOLO COLLECTION 03                                                                                                  | 冬美旬（永塚拓馬） | 「JOYFUL HEART MAKER」 | ゲーム『アイドルマスター SideM GROWING STARS』関連曲                                               |
| 10月28日 | THE IDOLM@STER SideM 8th STAGE THEME SONG「Hands & Claps!」                                                                                             | 315 ALLSTARS | 「Hands & Claps!」 | ライブイベント『THE IDOLM@STER SideM 8th STAGE 〜ALL H@NDS TOGETHER〜』テーマソング                |
| 10月28日 | THE IDOLM@STER SideM 8th STAGE THEME SONG「Hands & Claps!」                                                                                             | 315 STARS（インテリVer.） | 「Hands & Claps!」 | ライブイベント『THE IDOLM@STER SideM 8th STAGE 〜ALL H@NDS TOGETHER〜』テーマソング                |
| 2024年   | | | | |
| 9月18日  | KING OF PRISM -Dramatic PRISM.1-「We are SePTENTRION!!!!!!!」                                                                                           | SePTENTRION | 「LINK WORLD」 | 劇場アニメ『KING OF PRISM -Dramatic PRISM.1-』主題歌                                               |
| 2025年   | | | | |
| 8月20日  | 『KING OF PRISM-Your Endless Call-み〜んなきらめけ！プリズム☆ツアーズ』Song Collection                                                                  | SePTENTRION、WITH | 「BOY MEETS GIRL -SePTENTRION＆WITH ver.-」 | 劇場アニメ『KING OF PRISM-Your Endless Call-み〜んなきらめけ!プリズム☆ツアーズ』挿入歌             |
| 8月20日  | KING OF PRISM『ラブパラ! -Endless Love,Love-/Sparkling Days』                                                                                           | SePTENTRION | 「ラブパラ! -Endless Love,Love-」 | 劇場アニメ『KING OF PRISM-Your Endless Call-み〜んなきらめけ!プリズム☆ツアーズ』挿入歌             |
| 8月20日  | KING OF PRISM『ラブパラ! -Endless Love,Love-/Sparkling Days』                                                                                           | SePTENTRION | 「Sparkling Days -Over the silence ver.-」 「Sparkling Days -Key to my secret ver」 「Sparkling Days -Pure voice ver.-」 「Sparkling Days -BIG LOVE ver.-」 | 劇場アニメ『KING OF PRISM-Your Endless Call-み〜んなきらめけ!プリズム☆ツアーズ』エンディングテーマ |

### その他参加作品
| 発売日         | 商品名                        | 歌  | 楽曲                                           | 備考                         |
| -------------- | ----------------------------- | --- | ---------------------------------------------- | ---------------------------- |
| 2018年12月26日 | ONLY LOVE/4 Me!!!!            | M4! | 「ONLY LOVE〜君がくれた愛し方〜」 「4 Me!!!!」 | ラジオ『RADIO M4!!!!』関連曲 |
| 2019年2月13日  | Gravity                       | M4! | 「COUNTDOWN」 「Missing」 「Ray light」        | ラジオ『RADIO M4!!!!』関連曲 |
| 2020年1月22日  | Dear my friend/My Sweet Shine | M4! | 「Dear my friend」 「My Sweet Shine」          | ラジオ『RADIO M4!!!!』関連曲 |
| 2020年4月22日  | Advance                       | M4! | 「Mirror World」 「4×U」 「YOUR HERO」         | ラジオ『RADIO M4!!!!』関連曲 |
| 2021年2月3日   | ダイヤモンドダスト            | M4! | 「ダイヤモンドダスト」                         | ラジオ『RADIO M4!!!!』関連曲 |

### シリーズ一覧
1. ↑  第1クール（2015年）、第2クール（2015年）
2. ↑  第1期（2015年）、第3期（2019年）
3. ↑  第1期（2016年）、第2期（2018年）
4. ↑  第2期（2017年）、第3期（2018年）、第4期（2020年）、第5期（2021年）、第6期（2022年 - 2023年）、第7期（2024年）
5. ↑  第2期『2』（2019年）、第3期『3』（2022年）
6. ↑  第1シリーズ（2020年）、第2シリーズ（2021年）、第3シリーズ（2022年）
7. ↑  第1期（2024年）、第2期（2025年）
8. ↑  『KING OF PRISM by PrettyRhythm』（2016年）[45]、『PRIDE the HERO』（2017年）[46]、『プリズムショー☆ベストテン』（2020年）[47]、『Dramatic PRISM.1』（2024年）[48]、『Your Endless Call み〜んなきらめけ！プリズム☆ツアーズ』（2025年）[49]

### 初出話一覧
1. ↑  第150話初出
2. ↑  第8話初出
3. 1 2 3  第9話初出
4. 1 2 3  第3話初出
5. 1 2 3 4 5  第1話初出
6. ↑  第15話初出
7. ↑  第2話初出
8. ↑  第104話初出
9. 1 2  第5話初出
10. 1 2  第13話初出
11. ↑  第7話初出
12. 1 2  第4話初出
13. ↑  第6話初出
14. ↑  第366話初出
15. ↑  第367話初出

### ユニットメンバー
1. 1 2 3 4 5 6 7 8 9 10 11 12 13 14 15 16 17 18 19  伊瀬谷四季（野上翔）、秋山隼人（千葉翔也）、若里春名（白井悠介）、冬美旬（永塚拓馬）、榊夏来（渡辺紘）
2. 1 2 3 4 5  天道輝（仲村宗悟）、桜庭薫（内田雄馬）、柏木翼（八代拓）
3. 1 2  天ヶ瀬冬馬（寺島拓篤）、御手洗翔太（松岡禎丞）、伊集院北斗（神原大地）、天道輝（仲村宗悟）、桜庭薫（内田雄馬）、柏木翼（八代拓）、都築圭（土岐隼一）、神楽麗（永野由祐）、鷹城恭二（梅原裕一郎）、ピエール（堀江瞬）、渡辺みのり（高塚智人）、伊瀬谷四季（野上翔）、秋山隼人（千葉翔也）、若里春名（白井悠介）、冬美旬（永塚拓馬）、榊夏来（渡辺紘）、蒼井享介（山谷祥生）、蒼井悠介（菊池勇成）、硲道夫（伊東健人）、舞田類（榎木淳弥）、山下次郎（中島ヨシキ）、清澄九郎（中田祐矢）、猫柳キリオ（山下大輝）、華村翔真（バレッタ裕）、握野英雄（熊谷健太郎）、木村龍（濱健人）、信玄誠司（増元拓也）、紅井朱雀（益山武明）、黒野玄武（深町寿成）、神谷幸広（狩野翔）、東雲荘一郎（天﨑滉平）、アスラン＝ベルゼビュートII世（古川慎）、卯月巻緒（児玉卓也）、水嶋咲（小林大紀）、大河タケル（寺島惇太）、円城寺道流（濱野大輝）、牙崎漣（小松昌平）、岡村直央（矢野奨吾）、橘志狼（古畑恵介）、姫野かのん（村瀬歩）、秋月涼（三瓶由布子）、兜大吾（浦尾岳大）、九十九一希（徳武竜也）、葛之葉雨彦（笠間淳）、北村想楽（汐谷文康）、古論クリス（駒田航）
4. 1 2  伊集院北斗（神原大地）、桜庭薫（内田雄馬）、神楽麗（永野由祐）、鷹城恭二（梅原裕一郎）、蒼井享介（山谷祥生）、握野英雄（熊谷健太郎）、猫柳キリオ（山下大輝）、冬美旬（永塚拓馬）、榊夏来（渡辺紘）、黒野玄武（深町寿成）、東雲荘一郎（天﨑滉平）、岡村直央（矢野奨吾）、硲道夫（伊東健人）、山下次郎（中島ヨシキ）、九十九一希（徳武竜也）、葛之葉雨彦（笠間淳）、古論クリス（駒田航）
5. 1 2 3 4 5 6  一条シン（寺島惇太）、太刀花ユキノジョウ（斉藤壮馬）、十王院カケル（八代拓）、香賀美タイガ（畠中祐）、西園寺レオ（永塚拓馬）、鷹梁ミナト（五十嵐雅）、涼野ユウ（内田雄馬）
6. 1 2 3 4 5  鷹城恭二（梅原裕一郎）、ピエール（堀江瞬）、渡辺みのり（高塚智人）
7. 1 2 3  硲道夫（伊東健人）、舞田類（榎木淳弥）、山下次郎（中島ヨシキ）
8. 1 2 3 4  蒼井享介（山谷祥生）、蒼井悠介（菊池勇成）
9. 1 2 3 4  天ヶ瀬冬馬（寺島拓篤）、御手洗翔太（松岡禎丞）、伊集院北斗（神原大地）
10. ↑  光城新多（榎木淳弥）、輝崎千紘（佐藤拓也）、雅野椿（永塚拓馬）、青柳帝（石谷春貴）、雛瀬碧鳥（古川慎）、橋倉杏（代永翼）
11. ↑  鳳慧（奥山敬人）、久白純（矢野奨吾）、狐塚鈴（永塚拓馬）、雀千秋（市川太一）
12. ↑  神谷幸広（狩野翔）、東雲荘一郎（天﨑滉平）、アスラン＝ベルゼビュートII世（古川慎）、卯月巻緒（児玉卓也）、水嶋咲（小林大紀）
13. ↑  岡村直央（矢野奨吾）、橘志狼（古畑恵介）、姫野かのん（村瀬歩）
14. ↑  秋月涼（三瓶由布子）、兜大吾（浦尾岳大）、九十九一希（徳武竜也）
15. ↑  伊東健人、中島ヨシキ、永塚拓馬
16. 1 2  都梨クロード＝ミシェル燿（KENN）、繋木燐太朗（近藤隆）、有川椿（上村祐翔）、間倉辰巳（豊永利行）、株瀬虎之介（山本颯侍）、上潟銘星（津田健次郎）、三桐白（永塚拓馬）
17. ↑  柿原徹也、前野智昭、増田俊樹、寺島惇太、斉藤壮馬、八代拓、畠中祐、永塚拓馬、五十嵐雅、内田雄馬、蒼井翔太、武内駿輔、小林竜之、浦田わたる、橋本晃太朗、長谷徳人、江田拓寛
18. ↑  都築圭（土岐隼一）、神楽麗（永野由祐）
19. ↑  猫柳キリオ（山下大輝）、華村翔真（バレッタ裕）、清澄九郎（中田祐矢）
20. ↑  囃子祥真（柏木佑介）、越智遊太（小笠原仁）、akari（土岐隼一）、nori（山本匠馬）
21. ↑  大根珠輝（逢坂良太）、伊田みつば（柿原徹也）、棒野大輝（小花井優）、潰詠醐（森久保祥太郎）、透歩人（小野友樹）
22. ↑  柿原徹也、前野智昭、増田俊樹、寺島惇太、斉藤壮馬、畠中祐、八代拓、五十嵐雅、永塚拓馬、内田雄馬
23. ↑  天ヶ瀬冬馬（寺島拓篤）、御手洗翔太（松岡禎丞）、伊集院北斗（神原大地）、天道輝（仲村宗悟）、桜庭薫（内田雄馬）、柏木翼（八代拓）、都築圭（土岐隼一）、神楽麗（永野由祐）、鷹城恭二（梅原裕一郎）、ピエール（堀江瞬）、渡辺みのり（高塚智人）、伊瀬谷四季（野上翔）、秋山隼人（千葉翔也）、若里春名（白井悠介）、冬美旬（永塚拓馬）、榊夏来（渡辺紘）、蒼井享介（山谷祥生）、蒼井悠介（菊池勇成）、硲道夫（伊東健人）、舞田類（榎木淳弥）、山下次郎（中島ヨシキ）、清澄九郎（中田祐矢）、猫柳キリオ（山下大輝）、華村翔真（バレッタ裕）、握野英雄（熊谷健太郎）、木村龍（濱健人）、信玄誠司（増元拓也）、紅井朱雀（益山武明）、黒野玄武（深町寿成）、神谷幸広（狩野翔）、東雲荘一郎（天﨑滉平）、アスラン＝ベルゼビュートII世（古川慎）、卯月巻緒（児玉卓也）、水嶋咲（小林大紀）、大河タケル（寺島惇太）、円城寺道流（濱野大輝）、牙崎漣（小松昌平）、岡村直央（矢野奨吾）、橘志狼（古畑恵介）、姫野かのん（村瀬歩）、秋月涼（三瓶由布子）、兜大吾（浦尾岳大）、九十九一希（比留間俊哉）、葛之葉雨彦（笠間淳）、北村想楽（汐谷文康）、古論クリス（駒田航）
24. 1 2 3  天ヶ瀬冬馬（寺島拓篤）、御手洗翔太（松岡禎丞）、伊集院北斗（神原大地）、天道輝（仲村宗悟）、桜庭薫（内田雄馬）、柏木翼（八代拓）、都築圭（土岐隼一）、神楽麗（永野由祐）、鷹城恭二（梅原裕一郎）、ピエール（堀江瞬）、渡辺みのり（高塚智人）、伊瀬谷四季（野上翔）、秋山隼人（千葉翔也）、若里春名（白井悠介）、冬美旬（永塚拓馬）、榊夏来（渡辺紘）、蒼井享介（山谷祥生）、蒼井悠介（菊池勇成）、硲道夫（伊東健人）、舞田類（榎木淳弥）、山下次郎（中島ヨシキ）、清澄九郎（中田祐矢）、猫柳キリオ（山下大輝）、華村翔真（バレッタ裕）、握野英雄（熊谷健太郎）、木村龍（濱健人）、信玄誠司（増元拓也）、紅井朱雀（益山武明）、黒野玄武（深町寿成）、神谷幸広（狩野翔）、東雲荘一郎（天﨑滉平）、アスラン＝ベルゼビュートII世（古川慎）、卯月巻緒（児玉卓也）、水嶋咲（小林大紀）、大河タケル（寺島惇太）、円城寺道流（濱野大輝）、牙崎漣（小松昌平）、岡村直央（矢野奨吾）、橘志狼（古畑恵介）、姫野かのん（村瀬歩）、秋月涼（三瓶由布子）、兜大吾（浦尾岳大）、九十九一希（比留間俊哉）、葛之葉雨彦（笠間淳）、北村想楽（汐谷文康）、古論クリス（駒田航）、天峰秀（伊瀬結陸）、花園百々人（宮﨑雅也）、眉見鋭心（大塚剛央）
25. 1 2  サガ・ラトゥール（江口拓也）、ミスト・フレーヴ（島﨑信長）、ヴーヴ・エリザベス（永塚拓馬）、ジャック・ムートン（矢野奨吾）
26. 1 2  伊集院北斗（神原大地）、桜庭薫（内田雄馬）、神楽麗（永野由祐）、鷹城恭二（梅原裕一郎）、蒼井享介（山谷祥生）、握野英雄（熊谷健太郎）、猫柳キリオ（山下大輝）、冬美旬（永塚拓馬）、榊夏来（渡辺紘）、黒野玄武（深町寿成）、東雲荘一郎（天﨑滉平）、岡村直央（矢野奨吾）、硲道夫（伊東健人）、山下次郎（中島ヨシキ）、九十九一希（比留間俊哉）、葛之葉雨彦（笠間淳）、古論クリス（駒田航）、天峰秀（伊瀬結陸）
27. ↑  結城日向（戸谷菊之介）、高松悠生（安田陸矢）、相良理央（永塚拓馬）、藤堂暁（白井悠介）、橘千紘（石谷春貴）、麻倉瑛都（住谷哲栄）、宝生湊（土岐隼一）
28. ↑  夢川ショウゴ（山下誠一郎）、三鷹アサヒ（小林竜之）、高瀬コヨイ（土田玲央）
29. ↑  濱野大輝、天﨑滉平、永塚拓馬、市川太一